# Inge Vervotte
Inge Marie Roger Ghislaine Vervotte (Bonheiden (Région flamande), 27 décembre 1977) est une femme politique belge néerlandophone du parti démocrate chrétien flamand CD&V (en néerlandais : Christen-Democratisch en Vlaams). Ancienne ministre flamande du Bien-être, de la Santé publique et de la Famille, durant le Gouvernement Leterme (Flandre), elle est nommée le 21 décembre 2007 ministre de la Fonction publique et des Entreprises publiques avec une interruption le temps du Gouvernement Van Rompuy.

## Biographie
Inge Vervotte termine en 1998 ses études d'assistante de service social (option travail syndical) à l'École sociale (Sociale Hogeschool) d'Heverlee.
Elle commence sa carrière professionnelle au sein de la Confédération des syndicats chrétiens. Au centre de services sociaux de Borgerhout, elle s'occupe des dossiers concernant le chômage et les soins de santé de première ligne. Un semestre plus tard, elle part pour le centre de formation de la Centrale Chrétienne des Services Publics (CCSP), où elle dispense des cours aux délégués syndicaux. Rapidement, elle consacre une partie de son temps à la Sabena, et devient un peu plus tard secrétaire pour le secteur aérien.
En tant que secrétaire syndicale, elle défend les intérêts des salariés de la Sabena lors de la chute de la société nationale d'aviation, ce qui la fait connaître du grand public. Le président du CD&V d'alors, Stefaan De Clerck la remarque, et lorsqu'elle décide de se lancer en politique, elle choisit le CD&V, se retrouvant dans la vision, le profil et le style du parti.
Lors des élections fédérales de 2003, elle est élue à la Chambre des représentants dans la circonscription d'Anvers. Elle obtient le plus grand nombre de voix de préférences des candidats anversois. Elle est ensuite élue au Parlement flamand lors des élections régionales du 13 juin 2004. Elle devient alors ministre flamande du Bien-être, de la Santé publique et de la Famille du gouvernement Leterme.
Le 10 juin 2007, elle est à nouveau élue à la Chambre des représentants, et démissionne de son ministère le 28 juin.
Elle devient le 21 décembre 2007 ministre fédérale de la Fonction publique et des Entreprises publiques du gouvernement Verhofstadt III et est reconduite à ce poste dans le Gouvernement Leterme I à partir du 20 mars 2008. Le 30 décembre 2008, elle renonce à monter dans le nouveau gouvernement constitué par Herman Van Rompuy à la suite de la « crise Fortis » et de la démission d'Yves Leterme et de Jo Vandeurzen, par solidarité avec ceux-ci. Elle est remplacée par Steven Vanackere.

## Montée du CD&V avec Yves Leterme
Durant le gouvernement Verhofstadt II, le CD&V est mené par Yves Leterme et celui-ci mène une dure campagne de critique envers Verhofstadt et pour une profonde réforme de l'état. Inge Vervotte est, à tout moment de la campagne, présente aux côtés d'Yves Leterme. Lorsque celui-ci remporte les élections avec 800 000 voix, on le voit lever les bras au ciel aux côtés du Président de parti Jo Vandeurzen et de Inge Vervotte. Yves Leterme négocie un ministère pour elle lors de la formation du gouvernement. En toute logique, lorsque Yves Leterme présente sa démission le 20 décembre 2008, entraîné par celle de Jo Vandeurzen, Inge Vervotte refuse de rester seule au gouvernement fédéral sans ses deux mentors et présente sa démission par solidarité.
À la suite de l'élection d'Herman Van Rompuy au poste de premier Président du Conseil européen, Yves Leterme redevient Premier ministre le 25 novembre 2009 et forme le gouvernement Leterme II. Inge Vervotte reprend sa place de Ministre de la Fonction publique et des Entreprises publiques.
Le 23 août 2011, elle annonce qu'elle met fin à dix ans de carrière politique pour se consacrer à son engagement social. Elle prend la succession de Michel Vanholder à la tête du comité directeur de l'ASBL Emmaüs à partir du 1er juillet 2013. Elle conserve son poste ministériel jusqu'à l'avènement du gouvernement Di Rupo, le 5 décembre 2011.